# Минц, Соломон Ефимович
Соломон Ефимович Минц (1888 год, Витебск — январь 1925 года, Москва) — авиационный врач, физиолог.

## Биография
В 1913 году окончил медицинский факультет Московского университета.
В 1914—1919 годах работал военным врачом.
В 1920 году участвовал в разработке и рассылке по лётным отрядам «Статистической карты о несчастном случае с лётчиком». В дальнейшем им были опубликованы результаты обработки подобных карт. Выступал за создание специальной лаборатории по изучению и оздоровлению труда лётчиков. В 1924 году такая лаборатория была создана (в 1928 году ей было присвоено его имя, особым приказом Реввоенсовета).
В январе 1925 года погиб при исполнении служебных обязанностей. Похоронен 12 января 1925 года на Дорогомиловском кладбище Москвы.
В 1929 году вышло в свет руководство по медицинскому освидетельствованию лётного состава и лиц, поступающих в лётные школы РККА, эта работа была написана Н. М. Добротворским совместно С. Е. Минцем.